# Oliveira dos cen anos
Oliveira dos cen anos (lett. "ulivo di cent'anni" in galiziano) è un singolo del cantante spagnolo C. Tangana, inno della squadra calcistica Real Club Celta de Vigo adottato in onore del centenario della sua fondazione. Il brano è stato pubblicato il 7 luglio 2023, ed è composto interamente in lingua galiziana.
Oltre a C. Tangana stesso, il brano è interpretato dalla Coral Casablanca, As Lagharteiras, Cantó, Pablo Drexler, Cristian Quirante e il gruppo di peña Tropas de Breogán.

## Storia
Nel 2021, il profilo twitter di Radio Vigo ha chiesto ai suoi ascoltatori quale artista avrebbero preferito per comporre l'inno del centenario del Celta de Vigo, offrendo come quattro opzioni Iván Ferreiro, Siniestro Total, Carlo Nuñez e Tony Lomba y Eladio. C. Tangana ha risposto al messaggio chiedendo «Posso provarci?», generando un dibattito fra gli internauti circa la possibilità che a comporre l'inno della squadra galiziana fosse un artista madrilegno. Rispondendo alle critiche Tangana, il cui padre è originario proprio di Vigo, ha dichiarato che se la tifoseria non lo voleva si sarebbe tirato indietro, ma in caso contrario avrebbe fatto un inno "to' guapo" (lett. "molto bello"), facendo diversi riferimenti alla squadra galiziana nel corso dell'anno sui suoi profili sulle reti sociali. Nel 2022 Carlo Mouriño, presidente della società, ha confermato di essersi messo in contatto con l'artista, senza però svelare se fosse stato o meno selezionato per la composizione del brano. Il 23 agosto dello stesso anno Tangana, che si trovava a Vigo per un concerto, ha fatto gli auguri alla squadra per il suo 99º anniversario, mentre agli inizi del 2023 la squadra ha dichiarato il club ha annunciato che nell'inno sarebbero stati coinvolti "celtistas di grande talento" e che sarebbe uscito in primavera. Il 15 marzo 2023, C. Tangana è stato indicato ufficialmente come autore dell'inno.

## Composizione
Il 15 marzo 2023 l'artista arriva a Vigo, trascorrendo due settimane in città e nell'hinterland per mettersi in contatto con artisti locali e per studiare la musica tradizionale galiziana.
La produzione dell'inno comincia nel mese di dicembre, ha cominciato la produzione dell'inno. Durante le sue ricerche, Tangana è stato aiutato dallo scrittore Pedro Feijoo e dagli artisti di folk galiziani Rodrigo Romaní e Alfredo Dourado.

## Testo
Nel corpo dell'inno sono presenti vari riferimenti ad elementi tipici della cultura della Galizia e di Vigo, nonché alla squadra. Vengono citati il blu e il celeste, colori principali della squadra e della bandiera galiziana. Nel primo verso la linea «Que fácil é confundilos/cas ondas do mar de Vigo» (lett. "Com'è facile confoderli con le onde del mare di Vigo") è un riferimento al poema Ondas do mar de Vigo del giullare galiziano Martín Codax. La frase «Un escudo no meu peito» (lett. "uno scudo nel mio petto") cita invece il brano 1923 del gruppo Keltoi!, considerato dalla tifoseria come inno non ufficiale del Celta.
Il titolo del brano «Oliveira dos cen anos» è un riferimento allo scudo della città di Vigo, che raffigura appunto un albero di ulivo, e al centenario della squadra.

## Accoglienza
Il New York Times ha incluso il brano nell'elenco delle 10 uscite in evidenza della settimana. La rivista Billboard l'ha inclusa invece nella lista di nuove uscite latine un elenco simile; in un sondaggio in calce alla stessa lista, il brano è risultato come il preferito dei lettori. Il giornale britannico The Guardian ha descritto la canzone come: